# Mallochohelea senex
Mallochohelea senex är en tvåvingeart som beskrevs av Debenham 1974. Mallochohelea senex ingår i släktet Mallochohelea och familjen svidknott. Inga underarter finns listade i Catalogue of Life.